# Schaatsen op de Olympische Winterspelen 2018 - Ploegenachtervolging mannen
De ploegenachtervolging mannen in Pyeongchang op de Olympische Winterspelen 2018 vond plaats op 18 en 21 februari 2018 in de Gangneung Science Oval in Gangneung, Zuid-Korea. De kwartfinales werden gereden op 18 februari, de halve finale en de finale op 21 februari. 

## Records
Records voor aanvang van de Spelen van 2018
| Titelverdediger  | Jan Blokhuijsen Sven Kramer Koen Verweij | Nederland | 3.37,71 (finale) | Sotsji         |
| Wereldrecord     | Jan Blokhuijsen Sven Kramer Koen Verweij | Nederland | 3.35,60          | Salt Lake City |
| Olympisch record | Jan Blokhuijsen Sven Kramer Koen Verweij | Nederland | 3.37,71          | Sotsji         |

## Wedstrijden
Resultaten volgens Pyeongchang 2018.

### Kwartfinale
| Schaatsers                                                      | Land | Tijd    | – | Schaatsers                                        | Land | Tijd    |
| --------------------------------------------------------------- | ---- | ------- | - | ------------------------------------------------- | ---- | ------- |
| Sindre Henriksen / Simen Spieler Nilsen / Sverre Lunde Pedersen | NOR  | 3.40,09 | - | Shane Dobbin / Reyon Kay / Peter Michael          | NZL  | 3.41,18 |
| Andrea Giovannini / Riccardo Bugari / Nicola Tumolero           | ITA  | 3.41,64 | - | Lee Seung-hoon / Chung Jae-won / Kim Min-seok     | KOR  | 3.39,29 |
| Shane Williamson / Shota Nakamura / Seitaro Ichinohe            | JPN  | 3.41,62 | - | Jordan Belchos / Ted-Jan Bloemen / Denny Morrison | CAN  | 3.41,73 |
| Brian Hansen / Emery Lehman / Joey Mantia                       | USA  | 3.42,98 | - | Koen Verweij / Sven Kramer / Jan Blokhuijsen      | NED  | 3.40,03 |

#### Stand
| Nr. | Land             | Tijd    | Verschil | Volgende race  |
| --- | ---------------- | ------- | -------- | -------------- |
| 1   | Zuid-Korea       | 3.39,29 |          | Halve finale 1 |
| 2   | Nederland        | 3.40,03 | +0,74    | Halve finale 2 |
| 3   | Noorwegen        | 3.40,09 | +0,80    | Halve finale 2 |
| 4   | Nieuw-Zeeland    | 3.41,18 | +1,89    | Halve finale 1 |
| 5   | Japan            | 3.41,62 | +2,33    | Finale C       |
| 6   | Italië           | 3.41,64 | +2,35    | Finale C       |
| 7   | Canada           | 3.41,73 | +2,44    | Finale D       |
| 8   | Verenigde Staten | 3.42,98 | +3,69    | Finale D       |

### Halve finale
| Schaatsers                                    | Land | Tijd    | – | Schaatsers                                                  | Land | Tijd       |
| --------------------------------------------- | ---- | ------- | - | ----------------------------------------------------------- | ---- | ---------- |
| Lee Seung-hoon / Chung Jae-won / Kim Min-seok | KOR  | 3.38,82 | - | Shane Dobbin / Reyon Kay / Peter Michael                    | NZL  | 3.39,53    |
| Sven Kramer / Jan Blokhuijsen / Patrick Roest | NED  | 3.38,46 | - | Håvard Bøkko / Simen Spieler Nilsen / Sverre Lunde Pedersen | NOR  | 3.37,08 OR |

#### Stand
| Nr. | Land          | Tijd       | Volgende race |
| --- | ------------- | ---------- | ------------- |
| 1   | Noorwegen     | 3.37,08 OR | Finale A      |
| 2   | Zuid-Korea    | 3.38,82    | Finale A      |
| 3   | Nederland     | 3.38,46    | Finale B      |
| 4   | Nieuw-Zeeland | 3.39,53    | Finale B      |

### Finales
| Finale | Schaatsers                                                  | Land | Tijd    | – | Schaatsers                                            | Land | Tijd    |
| ------ | ----------------------------------------------------------- | ---- | ------- | - | ----------------------------------------------------- | ---- | ------- |
| A      | Håvard Bøkko / Simen Spieler Nilsen / Sverre Lunde Pedersen | NOR  | 3.37,32 | - | Lee Seung-hoon / Chung Jae-won / Kim Min-seok         | KOR  | 3.38,52 |
| B      | Sven Kramer / Jan Blokhuijsen / Patrick Roest               | NED  | 3.38,40 | - | Shane Dobbin / Reyon Kay / Peter Michael              | NZL  | 3.43,54 |
| C      | Shane Williamson / Ryosuke Tsuchiya / Seitaro Ichinohe      | JPN  | 3.41,62 | - | Andrea Giovannini / Riccardo Bugari / Nicola Tumolero | ITA  | DFQ     |
| D      | Benjamin Donnelly / Ted-Jan Bloemen / Denny Morrison        | CAN  | 3.42,16 | - | Brian Hansen / Emery Lehman / Joey Mantia             | USA  | 3.50,77 |

#### Stand
| Nr. | Land             | Tijd    | Verschil |
| --- | ---------------- | ------- | -------- |
| 1   | Noorwegen        | 3.37,32 |          |
| 2   | Zuid-Korea       | 3.38,52 | +1,20    |
| 3   | Nederland        | 3.38,40 |          |
| 4   | Nieuw-Zeeland    | 3.43,54 | +5,14    |
| 5   | Japan            | 3.41,62 |          |
| 6   | Italië           | DFQ     | DFQ      |
| 7   | Canada           | 3.42,16 |          |
| 8   | Verenigde Staten | 3.50,77 | +8,61    |

2006 · 
2010 · 
2014 ·
2018 ·
2022